# Volta ao Algarve 2015
La Volta ao Algarve 2015, quarantunesima edizione della corsa, valevole come evento dell'UCI Europe Tour 2015 categoria 2.1, si svolse in cinque tappe dal 18 al 22 febbraio 2015 su un percorso di 786 km, con partenza da Lagos e arrivo a Vilamoura, in Portogallo. La vittoria fu appannaggio del britannico Geraint Thomas, che completò il percorso in 19h46'13" precedendo il polacco Michał Kwiatkowski e il portoghese Tiago Machado.
Al traguardo di Vilamoura 163 ciclisti, dei 175 partiti da Lagos, portarono a termine la competizione.

## Tappe
| Tappa  | Data        | Percorso                                                | km  | Vincitore di tappa | Leader cl. generale |
| ------ | ----------- | ------------------------------------------------------- | --- | ------------------ | ------------------- |
| 1ª     | 18 febbraio | Lagos > Albufeira                                       | 167 | Gianni Meersman    | Gianni Meersman     |
| 2ª     | 19 febbraio | Lagoa > Monchique                                       | 197 | Geraint Thomas     | Geraint Thomas      |
| 3ª     | 20 febbraio | Vila do Bispo > Cabo de São Vicente (cron. individuale) | 19  | Tony Martin        | Geraint Thomas      |
| 4ª     | 21 febbraio | Tavira > Alto do Malhão                                 | 218 | Richie Porte       | Geraint Thomas      |
| 5ª     | 22 febbraio | Almodôvar > Vilamoura                                   | 185 | André Greipel      | Geraint Thomas      |
| Totale | Totale      | Totale                                                  | 786 |                    |                     |

## Squadre e corridori partecipanti
| N.      | Cod. | Squadra                |
| ------- | ---- | ---------------------- |
| 1-8     | EQS  | Etixx-Quick Step       |
| 11-18   | AST  | Astana Pro Team        |
| 21-28   | TCG  | Team Cannondale-Garmin |
| 31-38   | KAT  | Team Katusha           |
| 41-48   | TLJ  | Team Lotto NL-Jumbo    |
| 51-58   | LTS  | Lotto Soudal           |
| 61-68   | MOV  | Movistar Team          |
| 71-78   | SKY  | Team Sky               |
| 81-88   | BOA  | Bora-Argon 18          |
| 91-98   | CJR  | Caja Rural-Seguros RGA |
| 101-108 | ROP  | Roompot Oranje Peloton |

| N.      | Cod. | Squadra                            |
| ------- | ---- | ---------------------------------- |
| 111-117 | RVL  | RusVelo                            |
| 121-128 | WGG  | Wanty-Groupe Gobert                |
| 131-138 | AJT  | ActiveJet Team                     |
| 141-148 | EFP  | Efapel                             |
| 151-158 | LAA  | La Aluminios-Antarte               |
| 161-168 | LRJ  | Louletano-Ray Just Energy          |
| 171-178 | MUR  | Murias Taldea                      |
| 181-188 | OPM  | Optum p/b Kelly Benefit Strategies |
| 191-198 | RPB  | Rádio Popular-Boavista             |
| 201-208 | TAV  | Team Tavira                        |
| 211-218 | W52  | W52-Quinta da Lixa                 |

## Dettagli delle tappe

### 1ª tappa
- 18 febbraio: Lagos > Albufeira – 167 km

Risultati
| Pos. | Corridore       | Squadra  | Tempo    |
| ---- | --------------- | -------- | -------- |
| 1    | Gianni Meersman | Etixx    | 4h13'53" |
| 2    | Ben Swift       | Sky      | s.t.     |
| 3    | Paul Martens    | Lotto NL | s.t.     |

| Pos. | Corridore       | Squadra | Tempo    |
| ---- | --------------- | ------- | -------- |
| 1    | Gianni Meersman | Etixx   | 4h13'43" |
| 2    | Ben Swift       | Sky     | a 4"     |
| 3    | Joni Brandão    | Efapel  | a 5"     |

### 2ª tappa
- 19 febbraio: Lagoa > Monchique – 197 km

Risultati
| Pos. | Corridore      | Squadra | Tempo    |
| ---- | -------------- | ------- | -------- |
| 1    | Geraint Thomas | Sky     | 4h59'13" |
| 2    | Rein Taaramäe  | Astana  | a 19"    |
| 3    | Valerio Agnoli | Astana  | a 23"    |

| Pos. | Corridore      | Squadra | Tempo    |
| ---- | -------------- | ------- | -------- |
| 1    | Geraint Thomas | Sky     | 9h12'56" |
| 2    | Rein Taaramäe  | Astana  | a 30"    |
| 3    | Zdeněk Štybar  | Etixx   | a 33"    |

### 3ª tappa
- 20 febbraio: Vila do Bispo > Cabo de São Vicente – Cronometro individuale – 19 km

Risultati
| Pos. | Corridore      | Squadra  | Tempo  |
| ---- | -------------- | -------- | ------ |
| 1    | Tony Martin    | Etixx    | 21'51" |
| 2    | Adriano Malori | Movistar | s.t.   |
| 3    | Geraint Thomas | Sky      | a 3"   |

| Pos. | Corridore          | Squadra | Tempo    |
| ---- | ------------------ | ------- | -------- |
| 1    | Geraint Thomas     | Sky     | 9h34'50" |
| 2    | Tony Martin        | Etixx   | a 30"    |
| 3    | Michał Kwiatkowski | Etixx   | a 39"    |

### 4ª tappa
- 21 febbraio: Tavira > Alto do Malhão – 218 km

Risultati
| Pos. | Corridore          | Squadra  | Tempo    |
| ---- | ------------------ | -------- | -------- |
| 1    | Richie Porte       | Sky      | 5h55'34" |
| 2    | Michał Kwiatkowski | Etixx    | a 3"     |
| 3    | Jon Izagirre       | Movistar | a 6"     |

| Pos. | Corridore          | Squadra    | Tempo     |
| ---- | ------------------ | ---------- | --------- |
| 1    | Geraint Thomas     | Sky        | 15h30'33" |
| 2    | Michał Kwiatkowski | Etixx      | a 27"     |
| 3    | Tiago Machado      | Cannondale | a 1'11"   |

### 5ª tappa
- 22 febbraio: Almodôvar > Vilamoura – 185 km

Risultati
| Pos. | Corridore        | Squadra  | Tempo    |
| ---- | ---------------- | -------- | -------- |
| 1    | André Greipel    | Lotto    | 4h15'40" |
| 2    | Tom Van Asbroeck | Lotto NL | s.t.     |
| 3    | Rüdiger Selig    | Katusha  | s.t.     |

| Pos. | Corridore          | Squadra    | Tempo     |
| ---- | ------------------ | ---------- | --------- |
| 1    | Geraint Thomas     | Sky        | 19h46'13" |
| 2    | Michał Kwiatkowski | Etixx      | a 27"     |
| 3    | Tiago Machado      | Cannondale | a 1'11"   |

## Evoluzione delle classifiche
| Tappa              | Vincitore          | Classifica generale Maglia gialla | Classifica a punti Maglia verde | Classifica scalatori Maglia azzurra | Classifica giovani Maglia bianca | Classifica a squadre |
| ------------------ | ------------------ | --------------------------------- | ------------------------------- | ----------------------------------- | -------------------------------- | -------------------- |
| 1ª                 | Gianni Meersman    | Gianni Meersman                   | Gianni Meersman                 | Mario González                      | Davide Formolo                   | Etixx-Quick Step     |
| 2ª                 | Geraint Thomas     | Geraint Thomas                    | Geraint Thomas                  | Geraint Thomas                      | Sebastián Henao                  | Team Sky             |
| 3ª                 | Tony Martin        | Geraint Thomas                    | Geraint Thomas                  | Geraint Thomas                      | Sebastián Henao                  | Etixx-Quick Step     |
| 4ª                 | Richie Porte       | Geraint Thomas                    | Geraint Thomas                  | Richie Porte                        | Davide Formolo                   | Team Katusha         |
| 5ª                 | André Greipel      | Geraint Thomas                    | Geraint Thomas                  | Richie Porte                        | Davide Formolo                   | Team Katusha         |
| Classifiche finali | Classifiche finali | Geraint Thomas                    | Geraint Thomas                  | Richie Porte                        | Davide Formolo                   | Team Katusha         |

## Classifiche finali

### Classifica generale - Maglia gialla
| Pos. | Corridore          | Squadra    | Tempo     |
| ---- | ------------------ | ---------- | --------- |
| 1    | Geraint Thomas     | Sky        | 19h46'13" |
| 2    | Michał Kwiatkowski | Etixx      | a 27"     |
| 3    | Tiago Machado      | Cannondale | a 1'11"   |
| 4    | Richie Porte       | Sky        | a 1'14"   |
| 5    | Luis León Sánchez  | Astana     | a 1'18"   |
| 6    | Rein Taaramäe      | Astana     | a 1'19"   |
| 7    | Sergej Černeckij   | Katusha    | a 1'32"   |
| 8    | Alberto Losada     | Katusha    | a 1'55"   |
| 9    | Rubén Fernández    | Movistar   | a 2'04"   |
| 10   | Jon Izagirre       | Movistar   | a 2'21"   |

### Classifica a punti - Maglia verde
| Pos. | Corridore          | Squadra | Punti |
| ---- | ------------------ | ------- | ----- |
| 1    | Geraint Thomas     | Sky     | 38    |
| 2    | Gianni Meersman    | Etixx   | 38    |
| 3    | Michał Kwiatkowski | Etixx   | 30    |
| 4    | Richie Porte       | Sky     | 25    |
| 5    | André Greipel      | Lotto   | 25    |

### Classifica scalatori - Maglia azzurra
| Pos. | Corridore          | Squadra  | Punti |
| ---- | ------------------ | -------- | ----- |
| 1    | Richie Porte       | Sky      | 12    |
| 2    | Davide Malacarne   | Astana   | 9     |
| 3    | Geraint Thomas     | Sky      | 9     |
| 4    | Michał Kwiatkowski | Etixx    | 7     |
| 5    | Adriano Malori     | Movistar | 7     |

### Classifica giovani - Maglia bianca
| Pos. | Corridore        | Squadra    | Tempo     |
| ---- | ---------------- | ---------- | --------- |
| 1    | Davide Formolo   | Cannondale | 19h49'50" |
| 2    | Marc Soler       | Movistar   | a 45"     |
| 3    | Tiesj Benoot     | Lotto      | a 59"     |
| 4    | Dayer Quintana   | Movistar   | a 2'35"   |
| 5    | Emanuel Buchmann | Bora       | a 3'23"   |

### Classifica a squadre
| Pos. | Squadra          | Tempo     |
| ---- | ---------------- | --------- |
| 1    | Team Katusha     | 59h22'23" |
| 2    | Astana Pro Team  | a 2'05"   |
| 3    | Movistar Team    | a 2'21"   |
| 4    | Etixx-Quick Step | a 4'15"   |
| 5    | Team Sky         | a 5'14"   |